# Auriat
Auriat là một xã thuộc tỉnh Creuse trong vùng Nouvelle-Aquitaine miền trung nước Pháp. Xã này nằm ở khu vực có độ cao trung bình 500 mét trên mực nước biển.

## Địa lý
Thị trấn có cự ly 18 dặm (29 km) về phía đông của Limoges gần giao lộ các đường D12, D22 và tuyến đường D58.

## Dân số
| 1962                                                        | 1968 | 1975 | 1982 | 1990 | 1999 | 2007 |
| ----------------------------------------------------------- | ---- | ---- | ---- | ---- | ---- | ---- |
| 174                                                         | 241  | 216  | 180  | 144  | 113  | 118  |
| Số liệu điều tra dân số từ năm 1962 Dân số chỉ tính một lần |      |      |      |      |      |      |

## Địa điểm nổi bật
- Nhà thờ thế kỷ 16.
- Lâu đài Baconnaille.